# Артър Оукън
Артър Мелвин Оукън (на английски: Arthur Melvin Okun) (28 ноември 1928 - 23 март 1980)  e американски икономист.
Бил е председател на Националния икономически съвет към американския президент от 1968 до 1969. Преди това е бил професор Йейл, а след това изследовател в Брукинския институт във Вашингтон.

## Приноси
Той формулира Закон на Оукън за връзката между безработица и икономически растеж, и изработва метафората за течащата кофа в икономическото разпределение. На него се приписва и създаването на Индекс на мизерия.